# Palazzo di Galatas
Il Palazzo di Galatas è un sito archeologico minoico scoperto e scavato negli anni '90, sull'isola di Creta, 30 kilometri a sud di Heraklion, nei pressi dei villaggi di Galatás e Arkalochori.
Il sito fu scoperto nel corso di un intervento di emergenza nell'inverno 1991-92 a seguito della segnalazione di scavi clandestini.
Gli scavi iniziarono nel 1995 e nel 1997 l'archeologo responsabile degli scavi, George Rethemiotakis, annuncia che un nuovo palazzo era stato trovato nel mezzo di una città minoica. A causa dello scavo recente, i ritrovamenti non sono stati ancora completamente pubblicati.  

## Descrizione
Il grande cortile centrale lastricato del palazzo si estende in direzione nord-sud e misura 16 x 32 metri. Era originariamente circondato da un edificio a quattro ali, di cui quella orientale è la meglio conservata, mentre quella occidentale e meridionale lo sono molto meno. L'ala nord è ancora in attesa di essere scavata indipendentemente da una piccola stoà delimitante il cortile. L'estremo nord del cortile centrale ha una facciata composta da pietre da taglio e circa 50 blocchi portano sopra segni di muratura. Tutti gli affreschi originali sono sfortunatamente andati perduti.
Tuttavia, il luogo è importante poiché contiene un palazzo costruito durante un dato periodo; altri siti palaziali hanno resti di diversi palazzi costruiti in tempi diversi. Originariamente il sito era occupato nell'AM I/AM II e più tardi nel MM IB/MM II. Nessun palazzo esisteva qui durante il MM II e l'ala meridionale venne costruita nel MM IIIA. L'ala occidentale risale al MM IIIB/TM IA e copre i resti del MM II. La fase principale del complesso è datata al MM IIIB-TM IA, ma era già in declino prima della distruzione del TM IA. Non ci sono affatto tracce di materiale del TM IB o TM III.
L'ala orientale misura 70 x 60 metri e fu costruita tra il 1700 e il 1650 a.C. Venne distrutta dal fuoco e ricostruita durante la seconda metà del secolo, e infine di nuovo distrutta intorno al 1500 a.C., probabilmente da terremoti.
Venne scoperto anche un focolare insieme a uno strato di cenere, la cui misura e di 3 x 1.5 metri, situato in una stanza con quattro pilastri. Questo è il primo focolare minoico cretese ad essere stato scoperto.
George Rethemiotakis afferma che:
"l'uso di un focolare monumentale in una delle stanze, la preparazione di pasti nella cucina e i banchetti offerti nella sala con il focolare e la stanza con il pilastro e seggi o anche al piano superiore, l'immagazzinamento di beni nelle stanze adibite a tale scopo, insieme alle apparizione delle persone partecipanti sui terrazzini verso la città e il cortile centrale del palazzo, rappresenta un incontro simbolico della città con il palazzo, ratificato dai banchetti".
Nel palazzo è stato rinvenuto anche il più antico frammento di affresco datato di Creta.
Il frammento, che raffigura un paesaggio roccioso, è stato rinvenuto nelle unità stratigrafiche relative alla prima fase del palazzo, databile al XVII secolo a.C..
Il sito non è ancora aperto al pubblico, sebbene ci siano in futuro progetti atti a valorizzarlo come parco archeologico.